# Escharella labiata
Escharella labiata är en mossdjursart som först beskrevs av Boeck in Smitt 1868.  Escharella labiata ingår i släktet Escharella och familjen Romancheinidae. Inga underarter finns listade i Catalogue of Life.